# Mia nonna poliziotto
Pour plus de détails, voir Fiche technique et Distribution.
Mia nonna poliziotto est un film italien réalisé par Steno, sorti en 1958.

## Fiche technique
- Titre : Mia nonna poliziotto
- Réalisation : Steno
- Scénario : Steno, Roberto Gianviti et Vittorio Metz
- Musique : Carlo Innocenzi
- Pays d'origine : Italie
- Format : Noir et blanc - Mono
- Genre : Comédie
- Date de sortie : 1958

## Distribution
- Tina Pica : Tina De Cupis
- Mario Riva : Mario Secchioni
- Lyla Rocco : Ileana
- Alberto Lionello : Alberto
- Diana Dei : la sœur d'Ileana
- Luigi Pavese : Commissaire
- Ugo Tognazzi : Lucio
- Raimondo Vianello : Riccardo
- Luisa Mattioli